# Kaszara (rejon konyszowski)
Kaszara (ros. Кашара) – wieś (ros. деревня, trb. dieriewnia) w zachodniej Rosji, centrum administracyjne sielsowietu płatawskiego w rejonie konyszowskim (obwód kurski).

## Geografia
Miejscowość położona jest nad Sużawicą (lewy dopływ Swapy), 14 km na zachód od centrum administracyjnego rejonu (Konyszowka), 76 km na północny zachód od Kurska.
We wsi znajduje się 195 posesji.
Klimat
Miejscowość, jak i cały rejon, znajduje się w strefie klimatu kontynentalnego z łagodnym ciepłym latem i równomiernie rozłożonymi opadami rocznymi (Dfb w klasyfikacji klimatów Köppena).

## Demografia
W 2010 r. wieś zamieszkiwały 333 osoby.